# Häfen Peine
Die Häfen Peine umfassen drei Länden, ein Hafenbecken, einen Yachthafen und eine Wendebucht auf dem Gebiet der Stadt Peine, Niedersachsen.

## Geographie
- Karte mit allen Koordinaten:
- OSM |
- WikiMap

Die Kanalhäfen Peines liegt an mehreren, räumlich getrennten Standorten, südlich und westlich des Ortskernes an der Bundeswasserstraße Mittellandkanal auf einer Höhe von 65 m ü. NN, der Scheitelhaltung des Kanales. Genau genommen gehört auch die östliche Hälfte des Kohlehafens in Mehrum und die dortige Wendebucht zu den Häfen Peines, diese werden aber logistisch dem Hafen Mehrum zugeordnet.

200 m westlich des Stadthafens unterquert die Fuhse in einem 90 m langen Düker den Mittellandkanal.
| Lage: Gewässer – km   | Hafen:   | Beschreibung                              | Kailänge                               | Ausstattung |
| --------------------- | -------- | ----------------------------------------- | -------------------------------------- | --- |
| MLK 192,2 - 192,5 Süd | Lände ⊙  | Liegestelle und Umschlagstelle Raiffeisen | 100 m, gespundet                       | Fördereinrichtungen für Schüttgüter, Silos, 1.200 m² Hallenlager |
| MLK 200,2 Süd         | Lände ⊙  | Wendebucht                                | 65 m, geböscht                         | kleiner Warteplatz, Wendebucht für Schiffe bis zu 100 m Länge |
| MLK 200,9 Nord        | Marina ⊙ | Yachthafen Peine                          | 15 m, Kaimauer                         | 6 Wasserliegeplätze, 2-t-Kran, 50 m Stege, Wasser, Sanitär, Gastronomie |
| MLK 201,2 Nord        | Lände ⊙  | Anleger                                   | 10 m, Niederkai                        | kleiner Sonderanleger für Muskelkraftfahrzeuge, Boot- und Clubhaus |
| MLK 201,9 Nord        | Lände ⊙  | Nordlände Peine                           | 215 m, gespundet + 2 × 40 m, gespundet | Poller, Bunker-/Schwerlastplatte, Liegeplätze für die Berufsschifffahrt, Fahrgastschifffahrt |
| MLK 202,1 Süd         | Hafen ⊙  | Stadthafen Peine                          | 185 m, Kai West + 275 m, Kai Ost       | 1 Kranbrücke 50 t mit 60 m Beam und Laufkatzen, Kran 12,5 t, Mobilkran, 2,2 Hektar Freilagerflächen, Hallenlager, Pumpen, Bunkerstelle, direkter Bahnanschluss, jeweils zweizügig auf beiden Piers |

## Geschichte
Wohl bereits zur karolingischer Zeit verlief entlang des beschaulichen Flüsschens Fuhse ein Handelsweg bei Peine. Es wurde gerudert, gestakt und getreidelt und auch gefischt. Mit einfachen Kähnen konnten Torf, Bodenschätze, Baumaterial, Kleinvieh und Agrarprodukte relativ kräfteschonend über weite Strecken transportiert werden.

Seit dem 12. Jahrhundert hatte Peine auch das Markt-, Münz- und Stadtrecht inne. Es sind nicht viele Aufzeichnungen aus dieser Epoche erhalten und im 14. Jahrhundert kam die Schifffahrt auf der Fuhse schließlich ganz zum Erliegen, nachdem etliche damals neu gebaute Wassermühlen den Wasserweg stark beeinträchtigten. Nach den Wirren des Dreißigjährigen Krieges war das Wissen um den ehemals bequemen Transportweg zunächst verblasst und erfuhr erst um das Jahr 1750 eine Wiederbelebung, als der Fuhsekanal (Celle) und der Fuhsekanal (Braunschweig) gebaut wurden. Der Ausbau des Zweiteren erreichte allerdings, trotz aller Mühen, nur noch die Aue und eine durchgängig schiffbare Verbindung zur Fuhse wurde niemals wieder hergestellt.
Erst als der Bau des Mittellandkanales in den Jahren 1921 bis 1929 Peine erreichte, wurde dieses wieder zur Hafenstadt. Der Stadthafen wurde am 18. Dezember 1929, mitten in der Weltwirtschaftskrise, feierlich eröffnet und 1931 sogleich ein Bahnanschluss an die bereits bestehende Bahnstrecke Peine–Ilsede gebaut.
Für die nächsten vier Jahre war Peine dann zunächst der östliche Endhafen des Kanales, bevor 1933 schließlich der Durchstich nach Braunschweig hin erfolgte. Schnell siedelte sich weitere Industrie an und in der Zeit des Nationalsozialismus wurden mehrere Peiner Betriebe zur kriegswichtigen Industrie erklärt. Mit zwei 60 m Kranbrücken war der Hafen für die Anforderungen der örtlichen Stahlindustrie gut aufgestellt. Umgeschlagen wurden hauptsächlich Kohle und Stahl sowie in geringerem Umfang Agrarprodukte.

Eine weitere Steigerung der Transportsmengen brachten sowohl 1938 die Vollendung des Kanales zur Elbe hin, wie auch die Eröffnung des Stichkanal Salzgitter 1940.

Während des Zweiten Weltkrieges wurden hauptsächlich das Stahlwerk und das Mineralölwerk bombardiert. Die Schäden am Hafen hielten sich in Grenzen und im April 1945 wurde er von der US-Army eingenommen.
1946 wurde der Betrieb unter britischer Besatzung wieder aufgenommen.
In den 1960er Jahren erfolgten Ertüchtigungs- und Ausbauarbeiten an Kanal und Hafen und 1974 kam die Raiffeisen-Lände in Schwicheldt durch Eingemeindung zu den Häfen Peines hinzu.
Durch weitere Ausbauarbeiten in den 1980er Jahren wurden größere Abladetiefen für Gütermotorschiffe ermöglicht, zusätzliche Liegeplätze an der Nordlände geschaffen und auch der Anleger des Yachtclubs Peine entstand in dieser Zeit.
2004 brach aus unbekannten Gründen eine der beiden Kranbrücken zusammen. Im Oktober 2012 kam es beim Rangieren der Hafenbahn zu einem tödlichen Arbeitsunfall.

## Gewerbe und Infrastruktur

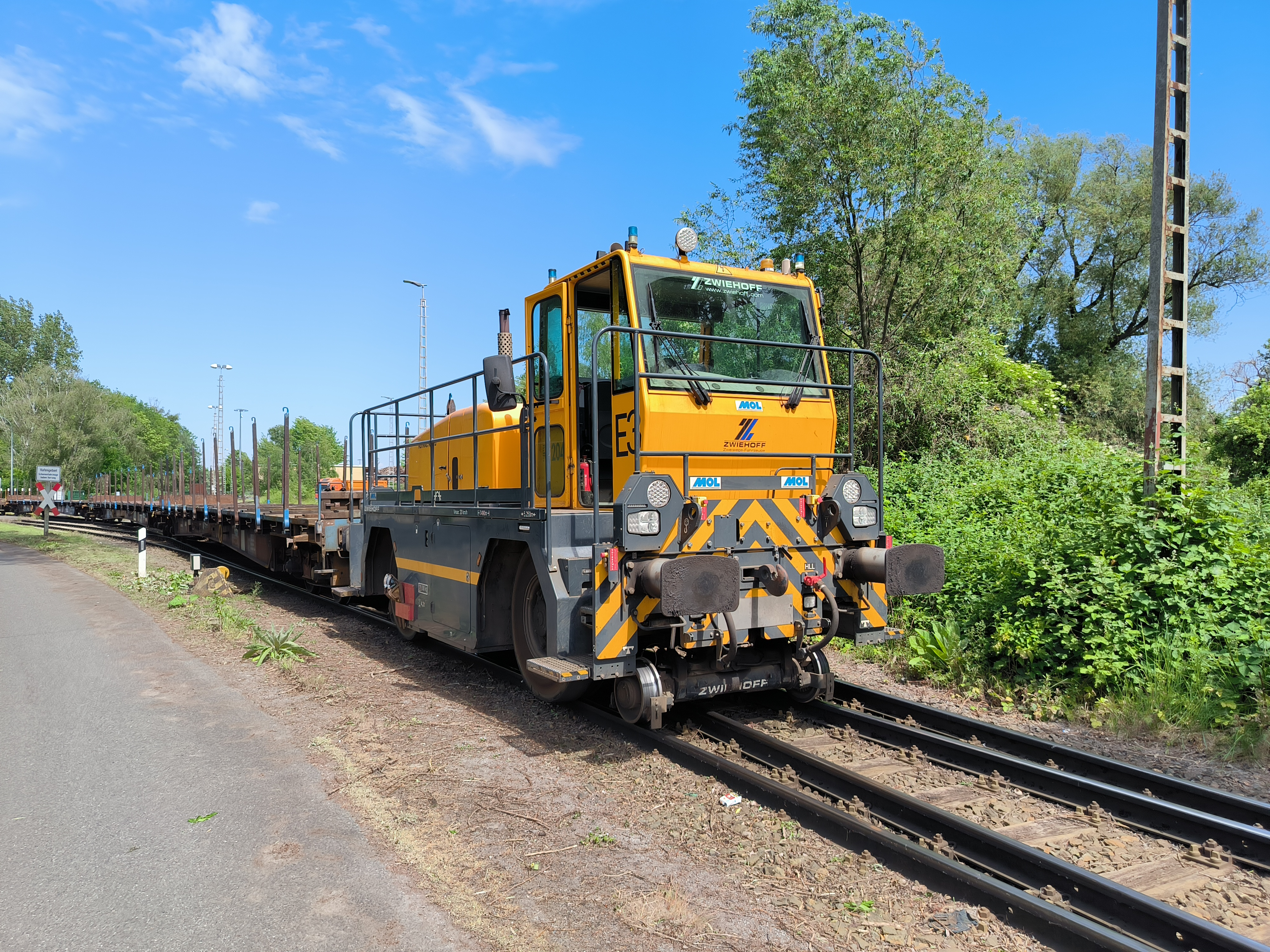
Rangierarbeiten auf der Hafenbahnanlage

Heute bestehen die Hafen Peines im Wesentlichen aus zwei Standorten, deren Einrichtungen den jeweiligen Zwecken speziell angepasst sind, jeweils eigene Betreiber haben und eigene Betriebsmittel besitzen.

Umgeschlagen werden hauptsächlich Schrott, Stahl und Kohle sowie Agrarprodukte und Düngemittel. An der Raiffeisenlände gibt es Silos für Getreide, Futter- und Düngemittel, eine Lagerhalle und Fördermittel. Der Stadthafen ist vorrangig auf den Umschlag von Stahl, Schrott und Kohle eingerichtet. Es gibt mehrere Krananlagen und neben großzügigen Freilagerflächen stehen dort auch Lagermöglichkeiten in Hallen zur Verfügung. Die Hafenbahn erschließt beide Piers jeweils zweizügig, sodass ständig 3–4 Schiffe gleichzeitig abgefertigt werden können.

## Verkehr
Eher sparsam ausgebaute Gemeindestraßen erschließen alle Hafenteile zur B 65 und der B 444 hin, die nördlich von Peine an die A 2 anschließt. Der Stadthafen ist hauptsächlich auf den Schiff/Schiene-Umschlag ausgerichtet. ÖPNV-Anbindungen bestehen in jeweils 500 m Entfernung des Stadthafens und der Nordlände. Diese wird auch von der Personenschifffahrt genutzt.

Maximal 5–6 Kleinfahrzeuge können am Yachthafen Peine anlegen.